# Ольгопіль (Вознесенський район)
Ольго́піль (в минулому — Віттовка, Девітовка, Графське, Максимівка) — село в Україні, у Єланецькій селищній громаді Вознесенського району Миколаївської області. Населення становить 656 осіб. До 2020 року орган місцевого самоврядування — Ольгопільська сільська рада.

## Географія
На північно-східній околиці села Балка Суха впадає у річку Громоклію.

## Історія
Ольгопіль заснований в 1772 році як військове укріплення. В середині XIX ст. сюди переселили жителів села Мечиславки Єлисаветградського повіту.
За даними на 1859 рік у власницькому містечку Ольгопіль (Графське, Девітовка) Єлизаветградського повіту Херсонської губернії мешкало 944 особи (476 чоловіків та 468 жінок), налічувалось 121 дворове господарство, існували православна церква, поштова станція, винокуренний завод, відбувались базари.
Станом на 1886 рік у колишньому власницькому містечку, центрі Ольгопільської волості, мешкало 589 осіб, налічувалось 111 дворів, існували православна церква, 6 лавок, винний склад, відбувались ярмарок на Середопісну неділю та базари через 2 тижні по неділях. За версту — поштова станція.
У 1921 р. Ольгопільська волость Вознесенського повіту приєднана до Миколаївської губернії (колишньої Херсонської).
У 1936 році Ольгопіль (та Ольгопольську сільраду) Ново-Бузького району перечислено до Бобринецького району.
Станом на 1946 рік с. Ольгопіль у складі Новобузького р-ну.
Рішенням облвиконкому від 17 березня 1972 р. с. Ольгопіль Новобузького р-ну передано до складу Єланецького району.

## Населення

### Мова
Розподіл населення за рідною мовою за даними перепису 2001 року:
| Мова       | Кількість | Відсоток |
| ---------- | --------- | -------- |
| українська | 646       | 98.48%   |
| російська  | 7         | 1.07%    |
| румунська  | 3         | 0.45%    |
| Усього     | 656       | 100%     |

## Транспорт
Через Ольгопіль проходить автомобільна дорога національного значення Н14.